# The Education of Elizabeth
The Education of Elizabeth er en amerikansk stumfilm fra 1921 af Edward Dillon.

## Medvirkende
- Billie Burke som Elizabeth Banks
- Lumsden Hare som Thomas
- Edith Sharpe som Lucy Fairfax
- Donald Cameron som Harry
- Frederick Burton som Middleton
- Fredric March